# 都市航空
泰國都市航空（英文：City Airways, Thailand）是一家於2011年3月在泰國曼谷成立的航空公司，公司地址位于泰国曼谷拉差达路Forum Tower大厦。國際航空運輸協會航空公司代碼（IATA）為E8，經營泰國國內、香港及中國大陸的定期航班及包機業務，其機隊包括4架波音737-400（全經濟艙，168座位）。
公司於2012年9月開始飛航服務，在2013年开始中国区飞航服务。现阶段，航线遍及香港、南京、天津、长沙、南昌等近十余个一二线城市。在2014年底，都市航空被注资进行资产重组，联盟集团Lawson-marsh Group成为都市航空最大股东，重组后都市航空重获新生，陆续与国内多个城市签署服务协议，开拓中国大陆市场新航线。目前机队为4架波音737-400，2015年将新增多架波音737-800进行航空服务。
由於安全及保險問題，泰國民航局於2016年撤銷城市航空的著陸權，而此公司亦因而結業。其後，原先租賃的飛機已全數歸還，而與中國商飛簽訂的購機合約亦告作廢。

## 結業前航線
- 泰國國內航線
  - 布吉－曼谷
  - 清迈－曼谷
- 國際航線
  - 香港－曼谷
  - 香港－布吉
  - 香港－清邁
  - 南京－曼谷
  - 长沙－曼谷
  - 南昌－曼谷

## 機隊

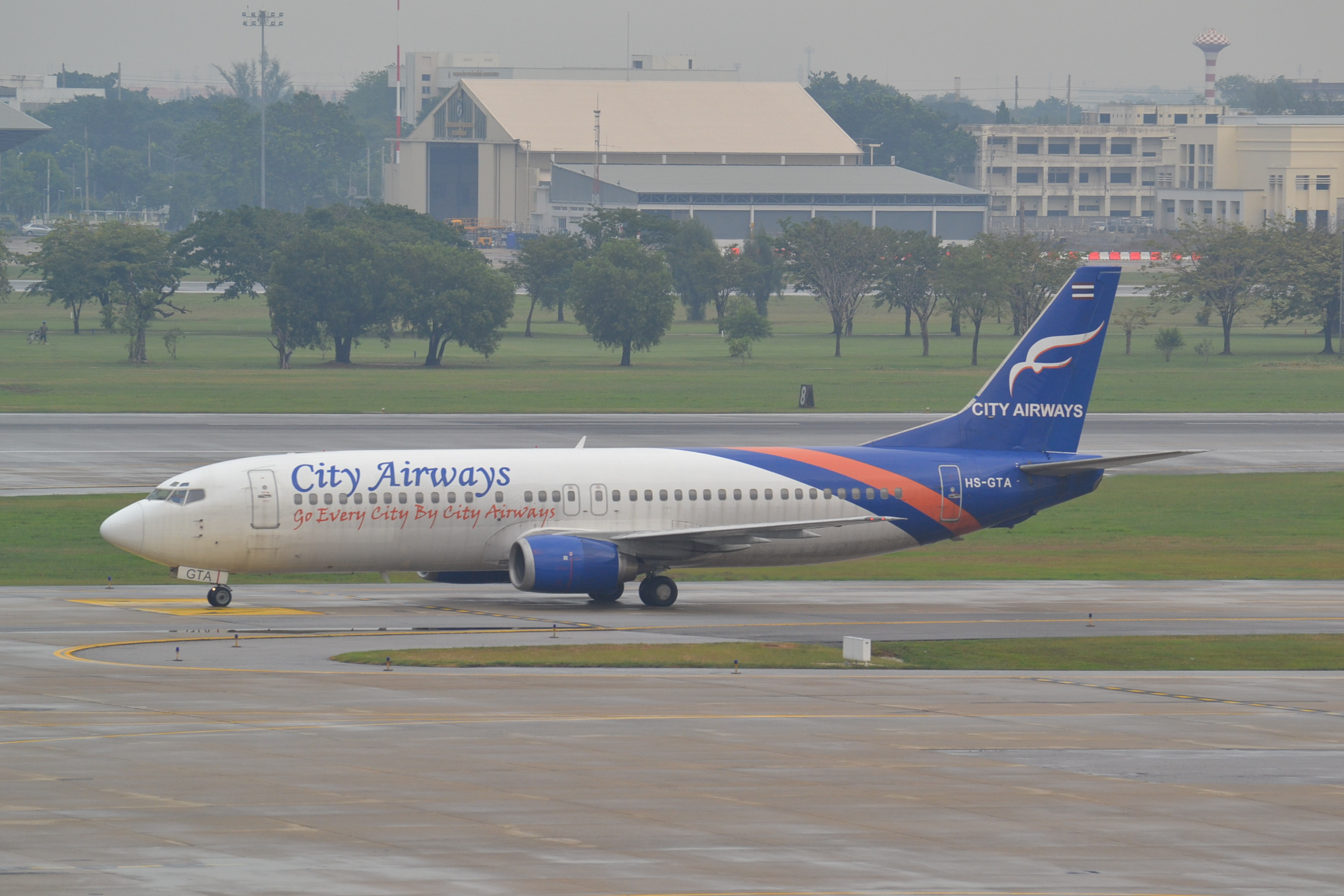
泰國都市航空 波音737-400在廊曼國際機場

在公司結業前，泰國都市航空擁有7架飛機。

## 外部連結
- 泰國都市航空的官方網站 （页面存档备份，存于）